# Richard Grieco
Richard John Grieco, Jr. (rođen 23. ožujka, 1965.) američki je glumac i bivši model.
Kao model radio je za Armani, Calvin Klein i Chanel. Kasnije je učio glumu, te nastupao u sapunicama (engl. "One Life to Live"), TV serijama (engl. "21 Jump Street", "Booker") da bi 1991. prvi puta dobio ulogu u igranom filmu (engl. "If Looks Could Kill"). 

## Filmografija
- Opasna požuda, 2001.